# Велиев, Али Кара оглы
Али Кара оглы Велиев (азерб. Əli Qara oğlu Vəliyev, 27 февраля 1901, Агуди, Елизаветпольская губерния — 2 февраля 1983, Баку) — азербайджанский писатель, член Союза Писателей Азербайджана (с 1937 года), Народный писатель Азербайджанской ССР (с 1974 года), лауреат премии им. Мирзы Фатали Ахундова (1958 год).

## Биография
Родился 27 февраля 1901 года. В 1925 году окончил Бакинскую партийную школу. В 1925 году вступил в Коммунистическую партию. В 1931 году окончил педагогический факультет.
С 1924 года стал печататься. В 1933—1934 годах был редактором газеты «Восточная дверь». В 1950—1960-е годы возглавлял журнал «Литературный Азербайджан».
Скончался 2 февраля 1983 года в Баку. Похоронен на Аллее Почётного Захоронения.

## Сочинения
- «Гахраман» (1937, автобиографический роман. Русский перевод осуществлён под названием «Пройденные годы». Опубликован в 1958г.)
- «Гюльшен» (1949, повесть),
- «В нашем Чичекли» (1951, роман. Русский перевод осуществлён в 1956г.)
- «Сердечные друзья» (1956, роман. Русский перевод осуществлён под названием «Костры». Опубликован в 1959 году)
- «Воспоминания Будага» (1963-64 годы, роман-мемуарная проза. Русский перевод осуществлён под названием «Будаг — мой современник: Хроника одной жизни» в 1967 году).